# ФК Интер Мајами
Фудбалски клуб Интернасионал Мајами, познатији као Интер Мајами, је амерички професионални фудбалски клуб из Мајамија, домаће утакмице играју на стадиону Драјв Пинк у Форт Лодердејл.

## Историја
Клуб је основан 28. јануара 2018. године, један од оснивача је бивши прослављени енглески фудбалер, Дејвид Бекам.
Велику пажњу јавности привукли су у летном прелазном року 2020. године, када су довели два врхунска играча Јувентуса – Блез Матуидија и Гонзало Игваина. Од сезоне 2023/24. за њих наступа Лионел Меси.